# 김사율
김사율(金思律, 1980년 4월 17일 ~ )은 전 KBO 리그 kt 위즈의 투수이자, 현 참 베이스볼 아카데미의 감독, KBO 리그 수원 드림즈의 총괄단장이다. 그의 사촌 동생은 전 KBO 리그 롯데 자이언츠의 포수인 김사훈이다.

## 선수 시절

### 아마추어 시절
경남상고 시절 청소년 국가대표로 뽑힐 만큼 가능성을 인정받았으며 투수 송승준, 백차승과 함께 부산 지역 고교 야구계의 트로이카였으나 당시 그 3명 중 유일하게 한국에 잔류해 연고 팀에 입단했다.

### 롯데 자이언츠시절
1999년 2차 1라운드 지명을 받아 입단했으며, 주로 셋업맨 및 마무리 투수로 등판했다. 그러나 프로 입단 초기에는 병역 비리 사건 등으로 별 활약을 보여주지 못했다. 제리 로이스터가 감독으로 부임한 후 뒤늦게 두각을 드러냈고, 2011년에는 마무리로 좋은 활약을 보이며 5승 3패, 2홀드, 20세이브를 기록했다. 2004년에 병역 비리 사건에 연루돼 강원도 화천에서 일반 사병으로 155mm 견인포 운전병으로 복무했다. 팀에서 마무리로 등판했던 투수 중 박동희, 강상수, 외국인 선수인 애킨스에 이어 20세이브대를 기록했다. 2012년에는 30세이브대를 달성해 마무리에 정착했고, 2012년 9월 8일 한화전에서 1이닝 1피안타, 1탈삼진, 무실점을 기록하며 32세이브를 기록해 팀 역사를 새로 썼다.
 그 해 34세이브를 기록했다. 2013년에는 부진을 거듭하다 마무리 자리를 지키지 못했고 필승조로도 활약하지 못했다.
2014년 11월 26일 FA 우선 협상 마지막 날 제시액인 3년 13억을 거절하며 협상이 결렬됐다.
그 뒤 박경수, 박기혁과 함께 kt 위즈로 이적하였다.

### kt 위즈시절
2015년에 입단하였는데 2017년 선발로 2승을 기록했으나 2018년 10월 19일에 방출됐다.

## 야구선수 은퇴 후
2019년부터 참 베이스볼 아카데미의 감독으로 활동했다.

## 출신 학교
- 부산 감천초등학교
- 부산대신중학교
- 경남상업고등학교

## 에피소드
- 부산 감천초등학교 6학년 때 1992년 한국시리즈 3차전 시구를 했다. 그 해 롯데 자이언츠가 우승했고 그 뒤로부터 롯데 자이언츠와의 인연이 시작됐다.
- 경남상업고등학교 시절 34번의 등번호를 달고 우수한 성적을 거두며 1999년 롯데 자이언츠의 2차 1라운드 지명을 받아 입단했다. 경남상업고등학교 시절 명성을 그대로 이어 가겠다는 마음으로 34번의 등번호를 원했으나 공교롭게도 이 해에 외국인 선수로 입단한 외야수 펠릭스 호세 또한 34번을 원해 양보했다(실제로 그와 펠릭스 호세는 친한 사이였다.[11]). 2002년 호세의 이중 계약 파동으로 롯데 자이언츠를 떠났으나 2003년에 투수 김영수와의 트레이드로 고향 팀에 이적하게 된 SK 투수 이용훈이 자신의 등번호인 34번을 그대로 유지하기를 희망해 다시 배번을 되찾지 못했다. 이후 이용훈이 2009년에 등번호를 22번으로 바꾸며 데뷔 10년 만에 34번을 되찾았다.[12] 하지만 2009년 시즌 후 34번은 다시 이용훈에게 넘어갔고, 그는 투수 김일엽이 썼던 55번을 받았다.

## 통산 기록
| 연도 | 팀명   | 평균자책점 | 경기 | 완투 | 완봉 | 승 | 패 | 세 | 홀 | 이닝  | 피안타 | 피홈런 | 볼넷 | 사구 | 탈삼진 | 실점 | 자책점 |
| ---- | ------ | ---------- | ---- | ---- | ---- | -- | -- | -- | -- | ----- | ------ | ------ | ---- | ---- | ------ | ---- | ------ |
| 1999 | 롯데   | 7.89       | 11   | 0    | 0    | 1  | 3  | 1  | 0  | 29.2  | 34     | 8      | 21   | 0    | 16     | 26   | 26     |
| 2000 | 롯데   | 5.25       | 30   | 0    | 0    | 1  | 3  | 1  | 0  | 48    | 47     | 6      | 17   | 5    | 31     | 32   | 28     |
| 2001 | 롯데   | 5.25       | 35   | 0    | 0    | 1  | 1  | 2  | 2  | 68.2  | 71     | 9      | 23   | 3    | 54     | 37   | 33     |
| 2002 | 롯데   | 5.48       | 49   | 0    | 0    | 4  | 11 | 0  | 2  | 108.1 | 119    | 12     | 55   | 11   | 64     | 76   | 66     |
| 2003 | 롯데   | 5.45       | 20   | 0    | 0    | 1  | 2  | 0  | 1  | 36.1  | 42     | 5      | 15   | 1    | 15     | 23   | 22     |
| 2004 | 롯데   | 27.00      | 1    | 0    | 0    | 0  | 0  | 0  | 0  | 1     | 3      | 0      | 1    | 0    | 2      | 3    | 3      |
| 2007 | 롯데   | 5.40       | 2    | 0    | 0    | 0  | 0  | 0  | 0  | 1.2   | 3      | 0      | 1    | 0    | 0      | 1    | 1      |
| 2008 | 롯데   | 3.74       | 19   | 0    | 0    | 1  | 0  | 0  | 1  | 21.2  | 16     | 1      | 11   | 3    | 8      | 9    | 9      |
| 2009 | 롯데   | 9.45       | 8    | 0    | 0    | 0  | 0  | 0  | 1  | 13.1  | 22     | 4      | 1    | 1    | 5      | 15   | 14     |
| 2010 | 롯데   | 3.75       | 52   | 0    | 0    | 1  | 4  | 5  | 5  | 57.2  | 59     | 4      | 25   | 5    | 38     | 28   | 24     |
| 2011 | 롯데   | 3.26       | 61   | 0    | 0    | 5  | 3  | 20 | 2  | 66.1  | 60     | 4      | 22   | 2    | 54     | 27   | 24     |
| 2012 | 롯데   | 2.98       | 50   | 0    | 0    | 2  | 3  | 34 | 1  | 45.1  | 45     | 4      | 11   | 2    | 43     | 16   | 15     |
| 2013 | 롯데   | 4.00       | 35   | 0    | 0    | 3  | 7  | 1  | 3  | 74.1  | 74     | 11     | 34   | 2    | 47     | 35   | 33     |
| 2014 | 롯데   | 5.79       | 33   | 0    | 0    | 2  | 5  | 0  | 2  | 79.1  | 95     | 13     | 30   | 3    | 71     | 55   | 51     |
| 2015 | kt     | 8.06       | 21   | 0    | 0    | 0  | 0  | 0  | 0  | 25.2  | 40     | 4      | 11   | 2    | 24     | 28   | 23     |
| 2016 | kt     | 5.34       | 25   | 0    | 0    | 0  | 1  | 1  | 1  | 30.1  | 29     | 4      | 17   | 2    | 27     | 20   | 18     |
| 2017 | kt     | 7.27       | 19   | 0    | 0    | 3  | 3  | 0  | 2  | 34.2  | 51     | 7      | 8    | 1    | 28     | 30   | 28     |
| 2018 | kt     | 5.76       | 29   | 0    | 0    | 1  | 2  | 0  | 0  | 45.1  | 56     | 12     | 10   | 2    | 35     | 32   | 29     |
| 통산 | 18시즌 | 5.11       | 500  | 0    | 0    | 26 | 48 | 65 | 23 | 787.2 | 866    | 108    | 313  | 45   | 562    | 493  | 447    |